# Visika
Visika (lat. Cerinthe), rod od šest vrsta cvjetnica,  jednogodišnjeg raslinja i trajnica u porodici boražinovke. Pet od ovih šest vrsta raste i u Hrvatskoj, to su: gola visika (C. glabra), velika visika (C. major), mala visika (C. minor), svinuta visika (C. retorta) i žalobna visika (C. tristis), podvrsta male visike.

## Vrste
1. Cerinthe glabra Mill.
2. Cerinthe major L.
3. Cerinthe minor L.
4. Cerinthe palaestina Eig & Sam.
5. Cerinthe retorta Sm.
6. Cerinthe tenuiflora Bertol.

Sinonimi
1. Cerinthe gymnandra  sinonim od Cerinthe major L.
2. Cerinthe tristis Teyber, sinonim od Cerinthe minor subsp. cleiostoma (Boiss. & Spruner) Selvi & L.Cecchi

## Vanjske poveznice
|  | Zajednički poslužitelj ima još gradiva o temi Cerinthe |
|  | Wikivrste imaju podatke o taksonu Cerinthe             |